# الأعمال الأدبية النسوية
الأعمال الأدبية النسوية بنوعيها الخيالي والواقعي تدعم الأهداف المحددة للقضية النسوية، مؤسسةً ومدافعةً عن المساواة في الحقوق المدنية، السياسية، الاقتصادية والاجتماعية للنساء. فغالبًا ما تُظهر أدوار النساء على أنها غير مساوية لأدوار أولئك الرجال – وخصوصًا في المنزلة، والامتيازات والسُلطة – وتمثل عامةً التوابع لذلك على أنها غير مرغوبة بالنسبة للنساء، الرجال، العائلات والمجتمعات.
القائمة التالية تسرد الأعمال الأدبية النسوية، مرتبةً حسب سنة أول نشرً لها، ومصنفةً حسب الترتيب الأبجدي بعد ذلك من حيث العناوين (مستخدمين العناوين العربية بدلًا من العناوين الأجنبية إذا كانت متوفرةً/مُطَبقةً). الكتب والمجلات مكتوبة بالخط المائل، كل أنواع الأعمال الأدبية الأخرى موضوعة في أقواس التنصيص عِوَضًا عن الخط المائل. تقود المراجع حين التوفر إلى رابط يحتوي على نص العمل الأدبي الكامل.

## القرن الخامس عشر
- كتاب مدينة السيدات، كريستين دي بيزان (قرابة 1405)
- كنز مدينة السيدات، كريستين دي بيزان (قرابة 1405)[1]
- حكاية جان دارك، كريستين دي بيزان (1429)[2]

- حكاية زوجة باث، تشوسر

## القرن السادس عشر
- الامتياز الأعلى للنساء على الرجال، هاينريش كورنيليس أجريبا (1529)
- الدفاع عن المرأة الخيّرة، توماس إليوت (1545)
- Le Promenoir de M. de Montaigne qui traite de l’amour dans l’oeuvre de Plutarque، ماري لوجار دو جورناي (1584)[3]

- حمايتها للنساء، جاين أنجر (1589)[4]

## القرن السابع عشر
- «القصيدة 92، وتدعى السخرية الفلسفية»، سور خوانا اينيس دي لا كروث (قرابة 1600)[5]
- «دير المتعة»، مسرحية من كتابة دوقة نيوكاسل أبون تاين مارغريت كافنديش.

- كمامة لميلاستومس، صانع الفخاخ المؤذي، النابح النابي ضد جنس حواء. أو رد اعتذاري على تلك اللفافة اللا-دينية والجاهلة التي صنعها ج.س. وبمضمونه، «اتهام النساء بدون دليل»، رايتشل سبيجت (1617)
- إيستر قد شنقت هامان: رد على لفافة سافرة، بمضمونها «اتهام النساء بدون دليل»، «مع اتهام الرجال والأزواج السافرين الغير ثابتين»، إيستر سويرنام (1617)
- سويتنام كاره-النساء، بلا اسم (1620)
- المساواة بين الرجال والنساء، ماري لوجار دو جورناي (1622)[6]

- ندب السيدات، ماري لوجار دو جورناي (1626)[7]